# حارة سنهوب (صنعاء)
حارة سنهوب هي إحدى حارات حي الحصبة الشمالية بمديرية الثورة أحد مديريات العاصمة اليمنية صنعاء، بلغ تعداد سكانها 3769 نسمة حسب تعداد اليمن لعام 2004.وتشتهر سابقا بزراعة العنب والبرقوق أيضا بفاكهة الخوخ وكانت تعرف بوادي المعقر سابقا